# Harry Carney
Harry Carney (Boston, 1910. április 1. – New York, 1974. október 8.) amerikai szaxofonos, klarinétos. Több mint négy évtizeden át volt a Duke Ellington Orchestra tagja. Különféle hangszeren játszott, elsősorban baritonszaxofonon.

## Pályakép
Harry Carney Bostonban leendő zenésztársától, Johnny Hodgestől nem messze nőtt fel.
Hétévesen kezdett zongorázni, tizennégy évesen pedig klarinétozni, majd egy évvel később már altszaxofonozott is. Bostoni klubokban kezdett profiként játszani. Játékára nagyban hatott Buster Bailey, Sidney Bechet és Don Murray. Elmesélte, hogy a baritonszaxofon játékához megpróbálta a felső regisztert Coleman Hawkins, az alsó regisztert pedig Adrian Rollini hangzásához hasonló hangzásra késztetni.
1927-ben − számos New York-i fellépés után − meghívták Duke Ellington zenekarába. Élete végéig ott maradt. A zenekarral 1927 végén a New York-i Cotton Clubban kezdett játszani. Az Ellington-zenekarban Carney fő hangszere a baritonszaxofon lett. A baritonszaxofon meghatározó alakja volt, komoly vetélytársa nem volt egészen a bebop megjelenéséig, az 1940-es évek közepéig.
1938-ban Carney-t meghívták Benny Goodman zenekarával játszani a Carnegie Hallba. Az eseményről készült felvételek The Famous 1938 Carnegie Hall Jazz Concert címmel jelentek meg.
Carney 1944 körül basszusklarinétozni is kezdett.
1957-ben Carney tagja volt a Billy Taylor zongorista vezette zenekarnak, amely a Taylor Made Jazz című albumot rögzítette.
Carney volt a leghosszabb ideig szolgáló játékos Ellington zenekarában. Azokban az esetekben, amikor Ellington távol volt, vagy be akart menni a színpadra, Carney a zenekar karmestere volt.
Ellington 1974-es halála után Carney azt mondta: „Duke nélkül nincs miért élnem.” Négy hónappal Ellington halála után Carney is meghalt.

## Albumok
- 1954: Harry Carney (vonósokkal )
- 1960: Rock Me Gently („Harry Carney and the Duke's Men”)

### Zenésztárs
- 1938: Benny Goodman: The Famous 1938 Carnegie Hall Jazz Concert With Jazz at the Philharmonic
- 1957: Ella Fitzgerald Sings the Duke Ellington Song Book
- 1965: Rosemary Clooney: Blue Rose

Johnny Hodges:
- Used to Be Duke (1954)
- Creamy (1955)
- Ellingtonia '56 (1956)
- Duke's in Bed (1956)
- The Big Sound (1957)
- Johnny Hodges with Billy Strayhorn and the Orchestra (1961)
- Johnny Hodges at Sportpalast, Berlin (961)
- Triple Play (1967)

Billy Taylor:
- Taylor Made Jazz (1959)

## Fordítás
Ez a szócikk részben vagy egészben  a   Harry Carney című angol Wikipédia-szócikk ezen változatának fordításán alapul.  Az eredeti cikk szerkesztőit annak laptörténete sorolja fel. Ez a jelzés csupán a megfogalmazás eredetét és a szerzői jogokat jelzi, nem szolgál a cikkben szereplő információk forrásmegjelöléseként.